# Servidor autogestionado
Un servidor autogestionado, o servidor autónomo, es un servidor de Internet alternativo a los múltiples servicios que ofrecen los servidores convencionales. Las iniciativas principalmente apuestan por un mundo telemático no basado en mercantilizar la información, es decir antepone el contenido al lucro. 
Los servidores que se financian autogestivamente por medio de iniciativas comerciales dentro de una línea cooperativa y de responsabilidad social (empresa de autogestión) o por medio de aportaciones voluntarias (organización sin ánimo de lucro). La gestión administrativa del servidor es asamblearia y en coherencia con todo esto promueve la libertad del conocimiento usando o distribuyendo software libre.